# Восъчна филомедуза
Восъчните филомедузи (Phyllomedusa sauvagii) са вид земноводни от семейство Дървесници (Hylidae).
Срещат се във вътрешността на южната част на Южна Америка.
Таксонът е описан за пръв път от белгийско-британския зоолог Жорж Албер Буланже през 1882 година.